# 恩代尼希巴赫河

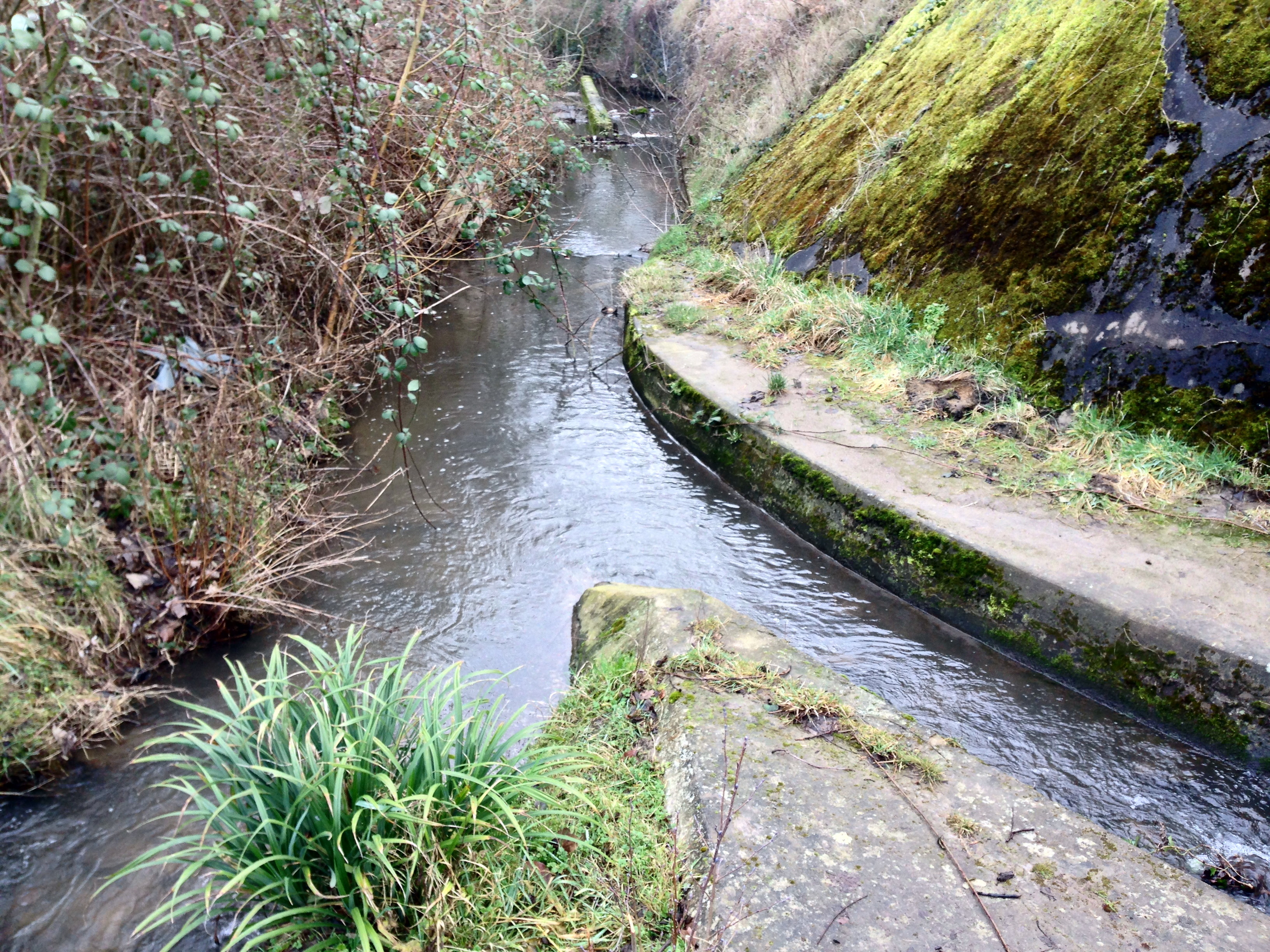

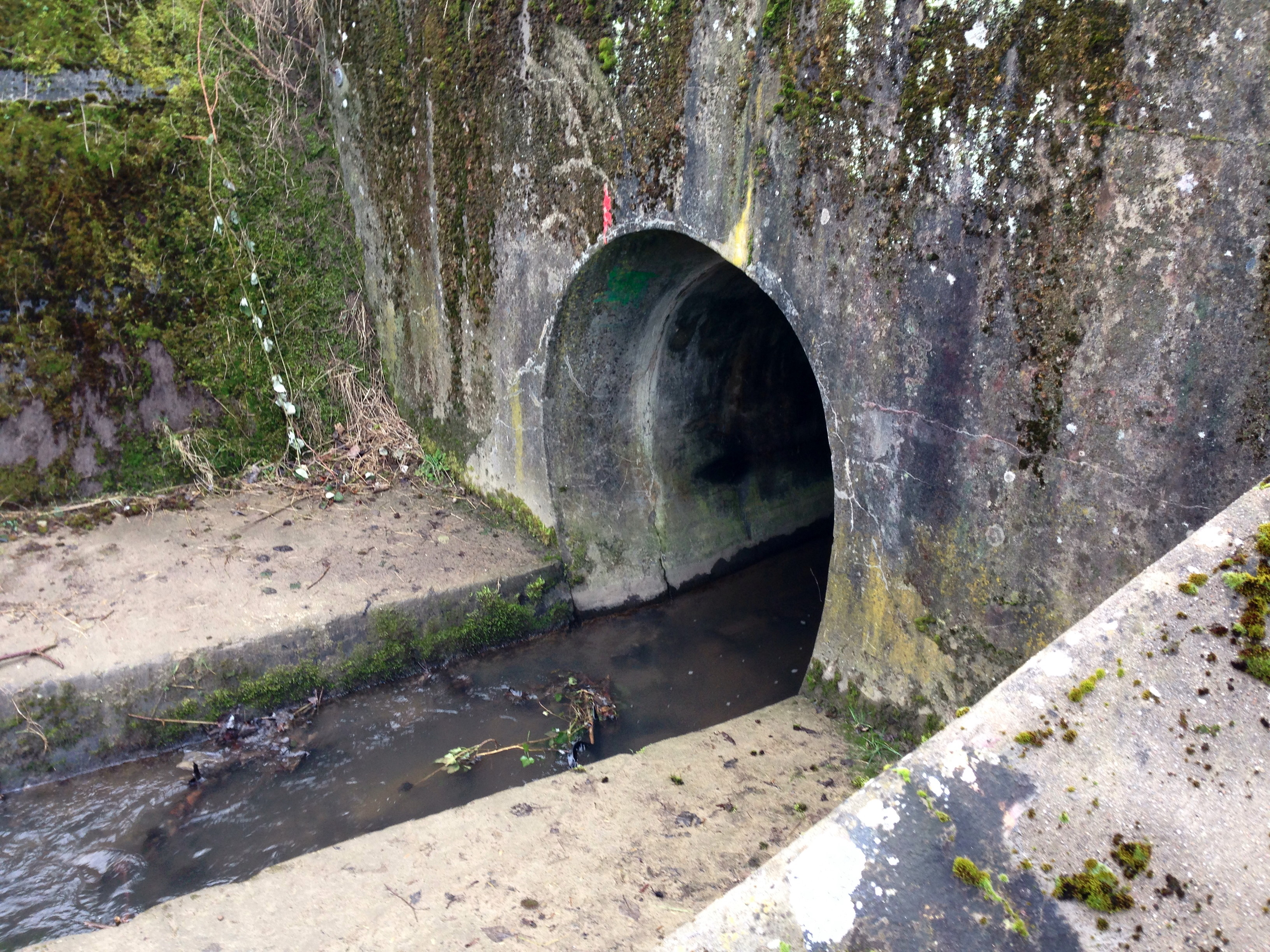

50°43′34″N 7°04′27″E / 50.7260432°N 7.0741762°E
恩代尼希巴赫河（德語：Endenicher Bach），是德國的河流，位於該國西部，流經北萊茵-威斯特法倫州，屬於哈爾特巴赫河的右支流，河道全長11.6公里，流域面積28.3平方公里。